# Deux mille ans sous la mer
Deux mille ans sous la mer est une longue nouvelle française de science-fiction écrite par Léon Groc et publiée en 1924.
Ce récit d'une expédition dans une gigantesque grotte sous la mer Méditerranée s'inscrit dans la continuité des romans d'aventures écrits par Jules Verne et renvoie à des théories scientifiques popularisées au début du XXe siècle comme le darwinisme.

## Résumé
En inspectant les travaux d’un tunnel en cours de construction depuis la Côte d'Azur en direction de la Corse, un groupe de sept personnes, dont une jeune femme, est arrêté par un mystérieux mur construit de la main de l'homme. Après un éboulement qui provoque la mort du chauffeur Étienne, le groupe se retrouve prisonnier d’une grande caverne souterraine. Cette caverne est habitée par une civilisation de descendants d’antiques Chaldéens qui se sont adaptés à ce milieu spécial — ils n'ont plus d'yeux —.
Les six héros parviennent à s'échapper et s'embarquent sur un gigantesque lac mais leur barque chavire. Le journaliste René Persan est le seul survivant, il est retrouvé sur la côte italienne.

## Personnages principaux
- René Persan, journaliste au Grand Quotidien ;
- Jérôme-Napoléon Riccardi, milliardaire ;
- Paulette Riccardi, fille de Riccardi ;
- Martin-Dupont, philologue, ami de Riccardi ;
- Pierre Fortis, ingénieur ;
- Grandier, sous-directeur des travaux ;
- Étienne, chauffeur.

## Thèmes et contexte scientifique
La nouvelle de Léon Groc exploite un thème classique — la découverte d'une civilisation inconnue — dans un roman scientifique héritier de l'œuvre de Jules Verne, le titre original lui-même étant une référence claire. Se retrouve également dans ce livre l'argument du Voyage au centre de la Terre (Jules Verne) avec le périple sur un grand lac.
Les hommes sans yeux sont, d'après l'explication donnée dans la nouvelle par le savant Martin-Dupont, l'aboutissement d'une évolution darwinienne, théorie introduite dans les œuvres de science-fiction de la fin du XIXe et du début du XXe siècle.

## Publications
La nouvelle est publiée sous forme de feuilleton illustré par André Vallet dans Sciences et Voyages (numéros 239 à 247) en 1924.
La nouvelle est rééditée, avec un texte augmenté, en 1925-1926 en feuilleton dans Le Petit Inventeur sous le titre Les Habitants de la grande caverne, puis à nouveau en 1926 sous le titre La Cité des Ténèbres.